# Orgeat

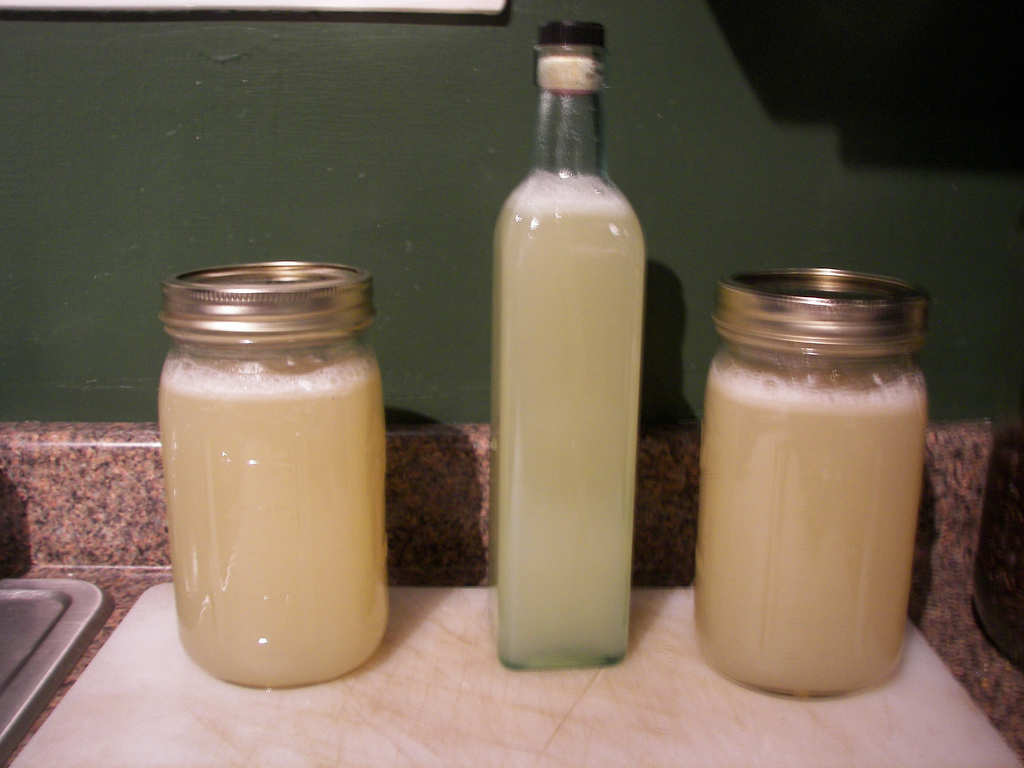
Sirop d'orgeat.

L'orgeat est une boisson à base de lait d'amande, qui se boit allongée d'eau.
Il aurait été inventé en Grèce antique  avant de se répandre dans le pourtour méditerranéen et d'être introduit et popularisé en France par la communauté pied-noirs.
Autrefois, l'orgeat se préparait à partir d'une décoction d'orge et d'amandes. Parfois, on ajoutait à l'orge des graines de melon et de concombre ainsi que des amandes douces pilées. C'est sans doute l'usage de ces dernières qui donna naissance à l'actuel orgeat. 
Aujourd'hui, en France, l'orgeat est obtenu essentiellement par condensation du benzaldéhyde extrait des amandes amères. C'est ce qui donne un goût tout à fait analogue à celui de l'orzata italienne, boisson à base de benjoin, à ne pas confondre avec l'amaretto, alcool aromatisé à l'amande. 
Le sirop d'orgeat entre dans la composition de cocktails comme la mauresque ou le Mai Tai.